# Мережні технології
Мережева технологія — це погоджений набір стандартних протоколів та програмно-апаратних засобів, які їх реалізовують в обсязі, достатньому для побудови локальної обчислювальної мережі. Це визначає, як буде отримано доступ до середовища передачі даних. Як альтернативи можна ще зустріти назву «базові технології».

## Передумови створення
Створення комп'ютерних мереж було обумовлено прагненням до економії ресурсів.
Економія досягається кількома шляхами:
1. мережа забезпечує швидкий доступ до різних джерел інформації;
2. мережа зменшує надмірність ресурсів.

Комп'ютерна мережа забезпечує:
1. колективне опрацювання даних користувачами, комп'ютери яких під'єднані до мережі, та обмін даними між цими користувачами;
2. спільне використання програм;
3. спільне використання принтерів, модемів та інших периферійних пристроїв.

## Мережні технології

##### Ethernet
На даний момент це найпопулярніша мережева технологія у всьому світі. У розвиток мережної технології Ethernet створені високошвидкісні варіанти: Ieee802.3u/Fast Ethernet і Ieee802.3z/Gigabit Ethernet. Основна топологія, яка використовується в локальних мережах Fast Ethernet і Gigabit Ethernet — пасивна зірка.
1. Мережева технологія Fast Ethernet забезпечує швидкість передачі 100 Мбіт/с.
2. Мережна технологія локальних мереж Gigabit Ethernet — забезпечує швидкість передачі 1000 Мбіт/с.

Локальні мережі Fast Ethernet і Gigabit Ethernet сумісні з локальними мережами, виконаними за технологією (стандарту) Ethernet, тому легко і просто сполучати сегменти Ethernet, Fast Ethernet і Gigabit Ethernet в єдину обчислювальну мережу.

##### Token-Ring
Мережеві інформаційні технології даного типу використовуються для створення розділеного середовища передачі даних, яке в кінцевому підсумку утворюється як об'єднання всіх вузлів в одне кільце. Будується дана технологія на зірково-кільцевої топології. Перша йде як основна, а друга — додаткова. Щоб отримати доступ до мережі, застосовується маркерний метод. Максимальна довжина кільця може становити 4 тисячі метрів, а кількість вузлів — 260 штук. Швидкість передачі даних при цьому не перевищує 16 Мбіт/секунду.

##### ArcNet
Цей варіант використовують топологію шина і пасивна зірка. При цьому він може будуватися на неекранованої кручений парі і оптоволоконном кабелі.
ArcNet — це справжній старожил у світі мережевих технологій. Довжина мережі може досягати 6000 метрів, а максимальна кількість абонентів — 255. При цьому слід зазначити основний недолік цього підходу — його низьку швидкість передачі даних, яка становить тільки 25 Мбіта/секунду. Але ця мережева технологія все ще широко використовується. Це відбувається завдяки її високій надійності, низькій вартості адаптерів і гнучкості. Мережі і мережні технології, побудовані за іншими принципами, можливо, і володіють більш високими показниками швидкості, але саме через те, що ArcNet забезпечує високу доходимость даних, це дозволяє нам не скидати її з рахунків. Важливою перевагою даного варіанту є те, що використовується метод доступу за допомогою передачі повноважень.

##### FDDI
Мережеві комп'ютерні технології даного виду є стандартизованими специфікаціями архітектури високошвидкісної передачі даних, що використовує оптоволоконні лінії. На FDDI значним чином вплинули ArcNet і Token-Ring. Тому цю мережеву технологію можна розглядати як вдосконалений механізм передачі даних на підставі наявних напрацювань. Кільце цієї мережі може досягати в довжину сто кілометрів. Незважаючи на значну відстань, максимальна кількість абонентів, які можуть підключитися до неї, становить лише 500 вузлів. Слід зазначити, що FDDI вважається високонадійної завдяки наявності основного та резервного шляхів передачі даних. Додає їй популярність і можливість швидко передавати дані — приблизно 100 Мбіт/секунду.

## Технічний аспект
Як же працюють сучасні мережеві технології? Є ЕОМ, які об'єднані в одну мережу. Умовно вони поділяються на абонентські (основні) і допоміжні. Перші займаються всіма інформаційно-обчислювальними роботами. Від них же залежить те, якими будуть ресурси мережі. Допоміжні займаються перетворенням інформації та її передачі по каналах зв'язку. Через те, що їм доводиться обробляти значну кількість даних, сервери можуть похвалитися підвищеною потужністю. Але кінцевим одержувачем будь-якої інформації все ж є звичайні хост-ЕОМ, які найчастіше представлені персональними комп'ютерами. Мережні інформаційні технології можуть використовувати такі типи серверів:
1. Мережевий. Займається передачею інформації.
2. Термінальний. Забезпечує функціонування багатокористувацької системи.
3. Баз даних. Займається обробкою запитів до БД в багатокористувацьких системах.

##### Мережі комутації каналів
Вони створюються завдяки фізичній з'єднанню клієнтів на той час, коли будуть передаватися повідомлення. У таких випадках для відправки і отримання інформації від точки А до точки Б створюється пряме з'єднання. Воно включає в себе канали одного з безлічі (як правило) варіантів доставки повідомлення. І створене з'єднання для успішної передачі повинен бути незмінним протягом усього сеансу. Але в такому випадку виявляються досить сильні недоліки. Так, щодо доводиться довго чекати з'єднання. Це супроводжується високою вартістю передачі даних і низьким коефіцієнтом використання каналу. Тому використання мережевих технологій даного типу не поширене.

##### Мережі комутації повідомлень
У цьому випадку вся інформація передається невеликими порціями. Пряме з'єднання в таких випадках не встановлюється. Передача даних здійснюється по першому ж вільному з доступних каналів. І так до тих пір, поки повідомлення не буде передано своєму адресату. Сервера при цьому постійно займаються прийомом інформації, її збиранням, перевіркою і встановленням маршруту. І в подальшому повідомлення передається далі. З переваг необхідно відзначити низьку ціну передачі. Але в такому разі все ще існують такі проблеми, як низька швидкість і неможливість здійснення діалогу між ЕОМ в режимі реального часу.

##### Мережі комутації пакетів
Це найдосконаліший і популярний на сьогоднішній день спосіб. Розвиток мережевих технологій привело до того, що зараз обмін інформацією здійснюється за допомогою коротких пакетів інформації фіксованої структури. Пакети — це частини повідомлень, що відповідають певному стандарту. Невелика їх довжина дозволяє запобігти блокування мережі. Завдяки цьому зменшується чергу у вузлах комутації. Здійснюється швидке з'єднання, підтримується невисокий рівень помилок, а також досягнуті значні висоти в плані збільшення надійності і ефективності мережі. Слід зазначити і те, що існують різні конфігурації цього підходу до побудови. Так, якщо мережа забезпечує комутацію повідомлень, пакетів і каналів, то вона називається інтегральною, тобто можна провести її декомпозицію. Частина ресурсів при цьому може використовуватися монопольно. Так, деякі канали можуть застосовуватися для того, щоб передавати прямі повідомлення. Вони створюються на час передачі даних між різними мережами. Коли сеанс надсилання інформації закінчується, то вони розпадаються на незалежні магістральні канали. При використанні пакетної технології важливим є налагодження та узгодження великої кількості клієнтів, ліній зв'язку, серверів і цілого ряду інших пристроїв. В цьому допомагає встановлення правил, які відомі як протоколи. Вони є частиною використовуваної мережевої операційної системи і реалізуються на апаратному та програмному рівнях.